# Zofia Bogdanowicz-Kasprzyk
Zofia Bogdanowicz-Kasprzyk (ur. 1944 w Kazachstanie) – polska piosenkarka, wokalistka zespołu Filipinki.

## Życiorys

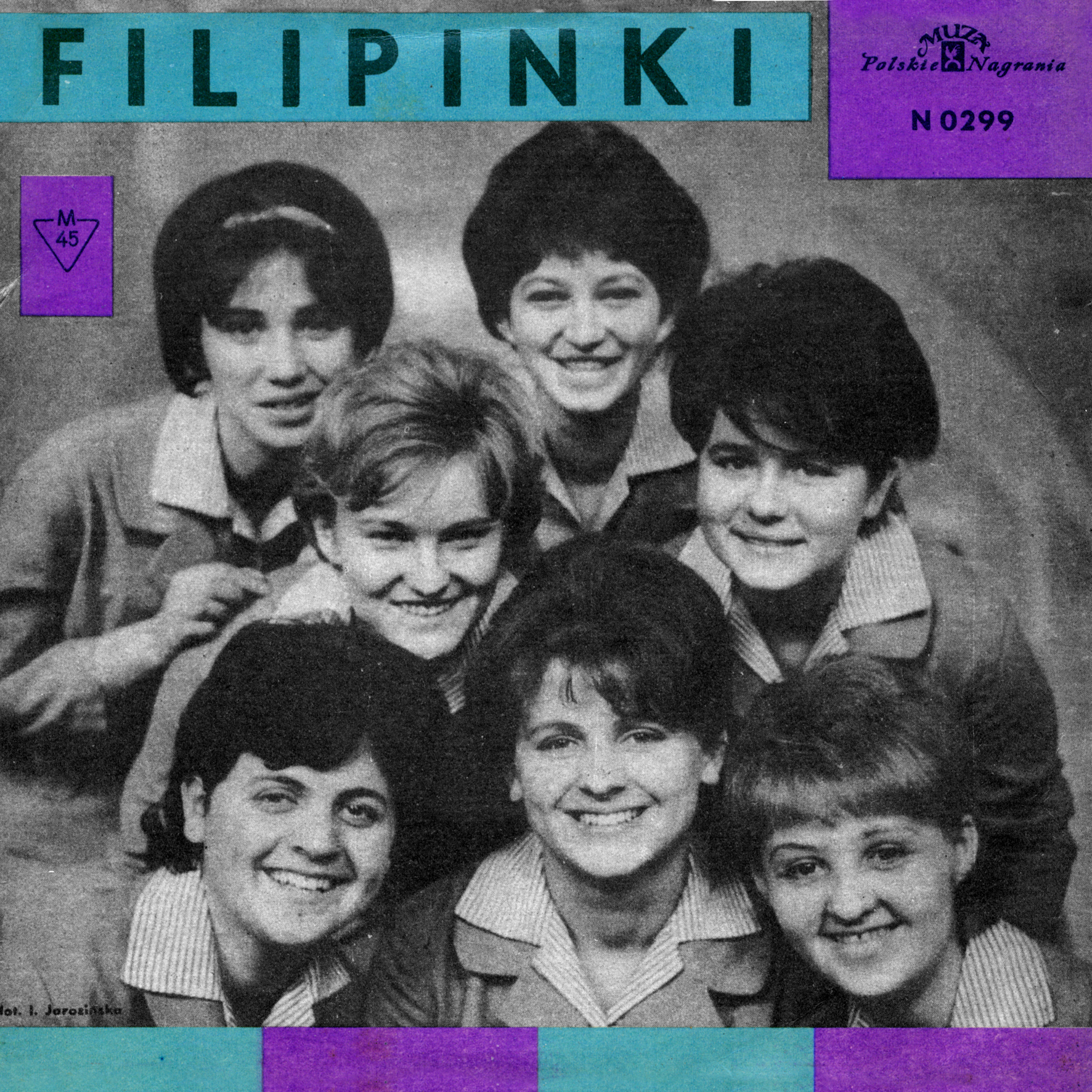
Zofia Bogdanowicz-Kasprzyk w dolnym rzędzie, po prawej (1964)

Urodziła się w radzieckim Kazachstanie, do którego jej rodzina została wysiedlona z Kresów Wschodnich po agresji ZSRR na Polskę w 1939. Do Szczecina przyjechała wraz z rodziną wiosną 1946. Była uczennicą Technikum Handlowego w Szczecinie, gdzie z inicjatywy Jana Janikowskiego powstał w 1959 zespół Filipinki. Występowała w podstawowym składzie zespołu do czerwca 1967. Śpiewała sopranem lirycznym. Po rozstaniu z Filipinkami objęła posadę przy zarządzie szczecińskiego oddziału Centrali Produktów Naftowych (CPN) i z firmą tą pozostała związana aż do emerytury. Ma troje dzieci, mieszka w Szczecinie.